# Grady Lewis
Grady W. Lewis, né le 25 mars 1917, à Boyd, au Texas, mort le 11 mars 2009, à Peoria, en Arizona, est un ancien joueur et entraîneur américain de basket-ball. Il évolue durant sa carrière aux postes d'ailier fort et de pivot.

## Palmarès
- Champion BAA 1948